# Pierre Fanlac
Pierre Beaucornu, dit Pierre Fanlac, né le 11 février 1918, et mort le 31 octobre 1991 est un imprimeur-éditeur et un écrivain et poète français.

## Vie
Pierre Beaucornu fait ses études au collège Rocroy-Saint-Léon à Paris. De sa rencontre avec le bouquiniste Louis Lanoizelée naît son amour du livre, des éditions originales et des grands papiers. Dès 1937, il publie avec des amis une anthologie intitulée Mosaïques.
Il adopte en 1938 le pseudonyme « Pierre Fanlac », Fanlac étant le nom du village de son arrière grand-père Marcellin.
Il exerce divers métiers, fonde en 1943 les éditions Pierre Fanlac à Périgueux, et crée plusieurs revues Reflets et Terre du Périgord dont la guerre va interrompre la parution. À la Libération paraît au grand jour un hebdomadaire satirique L'Essor qui atteindra en 1947 des tirages proches de 120 000 exemplaires. Il poursuit son activité d'éditeur et publie Luc Bérimont, Marcel Béalu, René-Guy Cadou, Robert Morel, René Lacôte. André Gide lui accorde l'autorisation de publier L'Immoraliste en tirage limité.
Obligé de revenir en Périgord, pour des raisons économiques, il crée une entreprise d'imprimerie qui lui permet de poursuivre son travail d'éditeur. Il centre son activité sur un régionalisme comprenant les traditions et les mœurs du Périgord ancien et moderne. En 1984, il cède son imprimerie à ses ouvriers sous forme de SCOP. La maison d'édition, à côté du régionalisme, ancre une part de son catalogue dans la poésie, les sciences humaines et la photographie. En parallèle à cette activité, Pierre Fanlac poursuit son œuvre d'auteur jusqu'à sa mort. Il est enterré au cimetière du Nord de Périgueux.

## Hommages
- Le collège de Belvès, en Dordogne, porte le nom de Pierre Fanlac.
- En 2015, la bibliothèque municipale de Périgueux a pris le nom de médiathèque Pierre-Fanlac.

## Œuvres

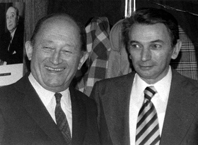
Pierre Fanlac (à droite) avec Pierre Seghers.

- La Révolte, Éditions de la Dordogne, 1939
- Fanlac mon village, Éditions de la Dordogne, 1939
- R. Dessales-Quentin peintre périgourdin, Éditions de la Dordogne 1940
- Le Bout du monde, Les Cahiers de province, 1941
- Les Grands Chemins sous la lune, Les cahiers de province, 1943
- Contes du chat sauvage, Pierre Fanlac éditeur, 1943
- La Merveilleuse Découverte de Lascaux, Pierre Fanlac éditeur 1968
- Couleur du temps, Éditions Seghers, 1969

Prix Max-Barthou de l’Académie française en 1970
- À mon seul désir, Éditions Seghers, 1971
- Périgord terre de poésie, Pierre Fanlac éditeur, 1971
- Ferveur du Périgord, Pierre Fanlac éditeur, 1973
- Périgord terre de légendes, Pierre Fanlac éditeur, 1975
- Une histoire d’amour, illustrations de Raymond Biaussat, Pierre Fanlac éditeur, 1978
- SEM, Pierre Fanlac éditeur 1979
- Amour du Périgord, Pierre Fanlac éditeur, 1986
- Les Choix d’une vie, Pierre Fanlac éditeur, 1991
- Écrits Récits, Éditions Fanlac, 2011 (œuvres complètes)